# Сербинов
Сербинов (укр. Сербинів) — село в Волочисском районе Хмельницкой области Украины.
Население по переписи 2001 года составляло 83 человека. Почтовый индекс — 31248. Телефонный код — 3845. Занимает площадь 0,556 км². Код КОАТУУ — 6820988204.

## Местный совет
31246, Хмельницкая обл., Волочисский р-н, с. Федорки